# Lex perfecta
Lex perfecta (dosł. prawo doskonałe) – norma prawna opatrzona sankcją nieważności. 
Normy prawne tego rodzaju występują m.in. w prawie cywilnym, np. jeżeli przy dokonywaniu określonej czynności prawnej nie zostanie zachowana odpowiednia forma (zwłaszcza zastrzeżona pod rygorem nieważności), to taka czynność nie wywołuje skutków prawnych. Przykładem może być nieprawidłowe sporządzenie testamentu, np. w formie wydruku komputerowego. Niedochowanie przewidzianej przez prawo formy sporządzenia testamentu spowoduje jego nieważność i niemożność powoływań się nań.